# مارلون هيرستون
مارلون هيرستون (بالإنجليزية: Marlon Hairston)‏ هو لاعب كرة قدم أمريكي، ولد في 23 مارس 1994 في جاكسون في الولايات المتحدة. شارك مع منتخب الولايات المتحدة تحت 23 سنة لكرة القدم. أما مع النوادي، فقد لعب مع تشارلوت إندبنتنس وكولورادو رابيدز.

## وصلات خارجية
- مارلون هيرستون على موقع الدوري الأمريكي (الإنجليزية)
- مارلون هيرستون على موقع قاعدة بيانات كرة القدم.إي يو (الإنجليزية)
- مارلون هيرستون على موقع Soccerbase.com (لاعب) (الإنجليزية)
- مارلون هيرستون على موقع Soccerway.com (الإنجليزية)
- مارلون هيرستون على موقع عالم كرة القدم.نت (الإنجليزية)
- مارلون هيرستون على موقع AS.com (الإسبانية)